# 420 (Гриффины)
420 (прежнее название «Эпизод 420») — двенадцатая серия седьмого сезона мультсериала «Гриффины». Премьерный показ состоялся 19 апреля 2009 года на канале FOX.

## Сюжет
Питера, Джо и Кливленда раздражает то, что Куагмир завёл себе кота Джеймса, которому уделяет теперь всё своё время. Друзья (вместе с Брайаном) решают пробраться в дом Куагмира и побрить его любимца. Опасная бритва в руках неуклюжего Питера приводит кота к скоропостижной смерти. Питер с Брайаном везут его за город, чтобы закопать. В пути их останавливают полицейские, которые не обращают внимания на кровь, труп кота и запах алкоголя, но немедленно арестовывают Брайана, обнаружив у него небольшое (7 граммов) количество «травки».
Через некоторое время семья освобождает его под залог, и Брайан продолжает употреблять наркотики дома. Неправильно поняв Лоис, что «нужно что-то менять», пёс начинает кампанию по легализации марихуаны в Куахоге. Брайан и Стьюи исполняют шикарный музыкальный номер в городском парке, бесплатно распространяя марихуану, и жители очарованы действом. Мэр Адам Вест подписывает закон о легализации, и город погружается в наркотическую полудрёму-полубезумие.
Питера похищает его тесть, Картер Пьютершмидт: всеобщее распространение конопли («из неё теперь делают и ткань, и топливо, и бумагу!») поставило его на грань банкротства. Методом «кнута и пряника» он заставляет Питера организовать обратную кампанию «по запрету марихуаны». Он пытается, но Лоис уверена, что у них ничего не выйдет. Тогда Картер пытается подкупить Брайана: он готов немедленно отправить в печать два миллиона копий его романа «Быстрее скорости любви» (Faster Than the Speed of Love), который тот долго и тяжело писа́л, если тот публично откажется от марихуаны. После тяжёлых колебаний Брайан соглашается и исполняет в том же парке новый музыкальный номер, очерняющий коноплю, после чего мэр отменяет свой закон о легализации.
Куахог снова живёт без наркотиков; ни один экземпляр книги Брайана так и не был продан («из-за наплыва литературных критиков»); Питер за вознаграждение в 50 долларов признаётся Куагмиру, что убил его кота.

## Создание
Автор сценария: Патрик Мейган
Режиссёр: Джулиус Ву
Композитор: Уолтер Мёрфи
Приглашённые знаменитости: отсутствуют
Премьеру эпизода посмотрели 7 400 000 зрителей; 4,3 % американских семей; в момент трансляции премьеры 6 % телевизоров США были переключены на канал FOX.
Регулярный критик (IGN, обозреватель Ахсан Хак) принял этот эпизод положительно, особо выделив музыкальный номер (overall, this episode worked out quite well mainly due to the superb musical number. The storyline was also pretty cohesive and there were very few truly random jokes thrown in here, which is always appreciated).